# Haruka Nakagawa
Haruka Nakagawa (仲川遥香, Nakagawa Haruka, née le 10 février 1992 à Tōkyō, Japon) est une chanteuse et idole japonaise, membre des groupes de J-pop AKB48 (Team A), Okashina Sisters et Watarirōka Hashiritai. Elle débute en 2007 avec la Team B.